# Graphique à bulles

Ce graphique à bulles montre la relation entre trois variables.

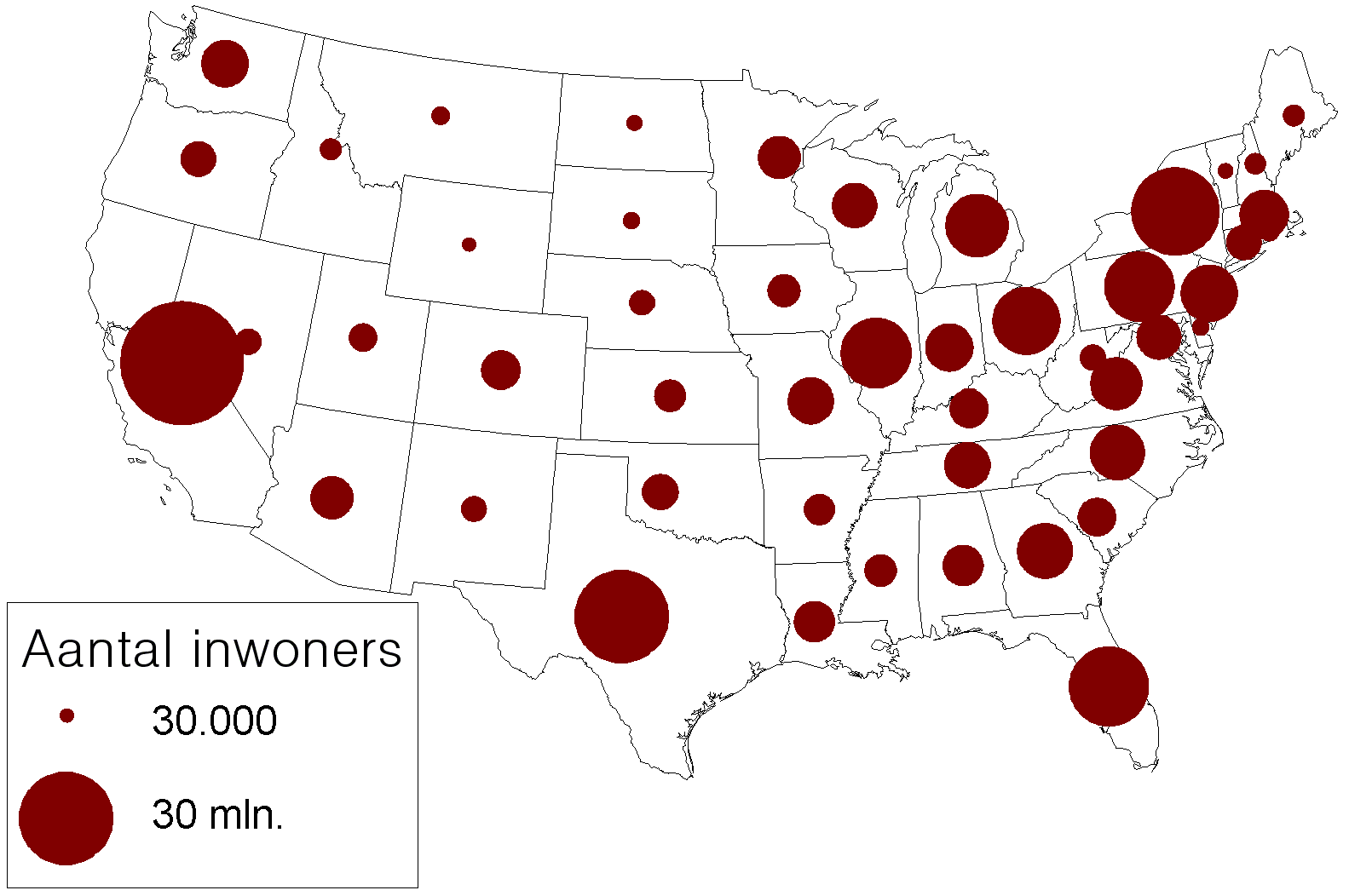
Une série de bulles sur une carte est appelée un cartogram ou parfois "carte à bulles".

Un graphique à bulles est une représentation graphique qui affiche des données en trois dimensions. Chaque entité avec son triplet  (v1, v2, v3) de données associées est représentée sous la forme d'un disque qui exprime deux des vi par son emplacement xy et la troisième par sa taille. Les graphiques à bulles peuvent faciliter la compréhension des interactions sociales, économiques, médicales et autres interactions scientifiques.
Les graphiques à bulles peuvent être considérés comme une variante du graphique à nuage de points, dans lequel les points de données sont remplacés par des bulles. Comme l'explique la documentation de Microsoft Office, "Vous pouvez utiliser un graphique à bulles au lieu d'un graphique à nuage de points si vos données comportent trois séries de données contenant chacune un ensemble de valeurs. La taille des bulles est déterminée par les valeurs de la troisième série de données ".

## Choix des tailles de bulles
Le système visuel humain permet de comprendre naturellement l'expérience de la taille d'un disque en termes d'aire. Et l'aire d’un disque - contrairement à son diamètre ou à sa circonférence - n’est pas proportionnel à son rayon, mais au carré du rayon. Ainsi, si l’on choisit d’adapter directement le rayon des disques aux troisièmes valeurs de données, les différences de taille apparentes entre les disques seront non linéaires (quadratiques) et trompeuses. Pour obtenir une échelle correctement pondérée, vous devez redimensionner le rayon de chaque disque à la racine carrée de la valeur de donnée correspondante v3.
Ce problème de mise à l'échelle peut donner lieu à de mauvaises interprétations, en particulier lorsque la plage de données est très étendue. Et comme de nombreuses personnes connaissent mal la question et son impact sur la perception, ou n’en tiennent pas compte, elles doivent souvent hésiter à interpréter un graphique à bulles car elles ne peuvent présumer que la correction d’échelle a bien été effectuée. Il est donc important non seulement que les graphiques à bulles soient mis à l'échelle de cette manière, mais également clairement étiquetés de manière à indiquer que c'est l'aire, plutôt que le rayon ou le diamètre, qui transmet les données.

## Affichage du zéro ou des valeurs négatives
La représentation métaphorique des valeurs de données en tant que aire de disque ne peut pas être étendue pour afficher des valeurs négatives ou nulles. En guise de solution de secours, certains utilisateurs de graphiques à bulles ont recours à la symbologie graphique pour exprimer des valeurs de données non positives. Par exemple, une valeur négative {\displaystyle v<0} peut être représentée par un disque d'aire {\displaystyle v} dans lequel est centré un symbole choisi tel que "x" pour indiquer que la taille de la bulle représente la valeur absolue d'une valeur de donnée négative. Et cette approche peut être raisonnablement efficace dans les situations où la grandeur des valeurs de données (valeurs absolues) est en soi assez importante. Autrement dit, où les valeurs de {\displaystyle v} et de {\displaystyle -v} sont similaires d'une manière spécifique au contexte - de sorte qu'elles soient représentées par des disques congruents a du sens.
Pour représenter des données de valeur zéro, certains utilisateurs se dispensent complètement des disques, en utilisant, par exemple, un carré centré à l'emplacement approprié. 

## Ajout de nouvelles dimensions de données

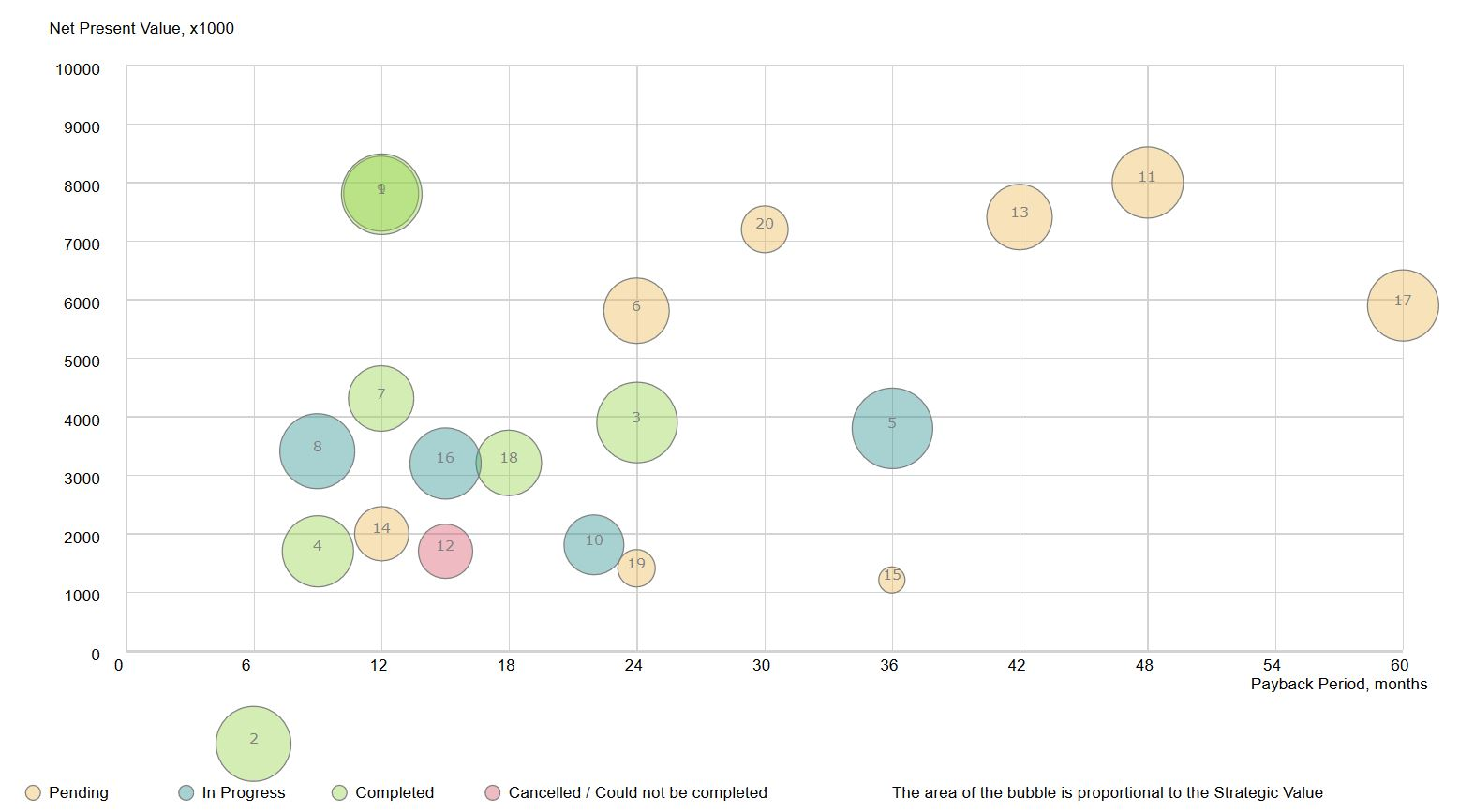
La valeur peut être proportionnelle au diamètre ou à l'aire de la bulle. L'exemple de la Portfolio Management Simulation SimulTrain utilise les différents aires et couleurs des bulles.

Des informations supplémentaires sur les entités au-delà de leurs trois valeurs principales peuvent souvent être incorporées en affichant leurs disques dans des couleurs et des motifs choisis de manière systématique. Et, bien sûr, des informations supplémentaires peuvent être ajoutées en annotant les disques avec des informations textuelles, parfois aussi simples que des étiquettes d'identification uniques permettant un renvoi croisé à des clés explicatives et autres.